# Soayfår

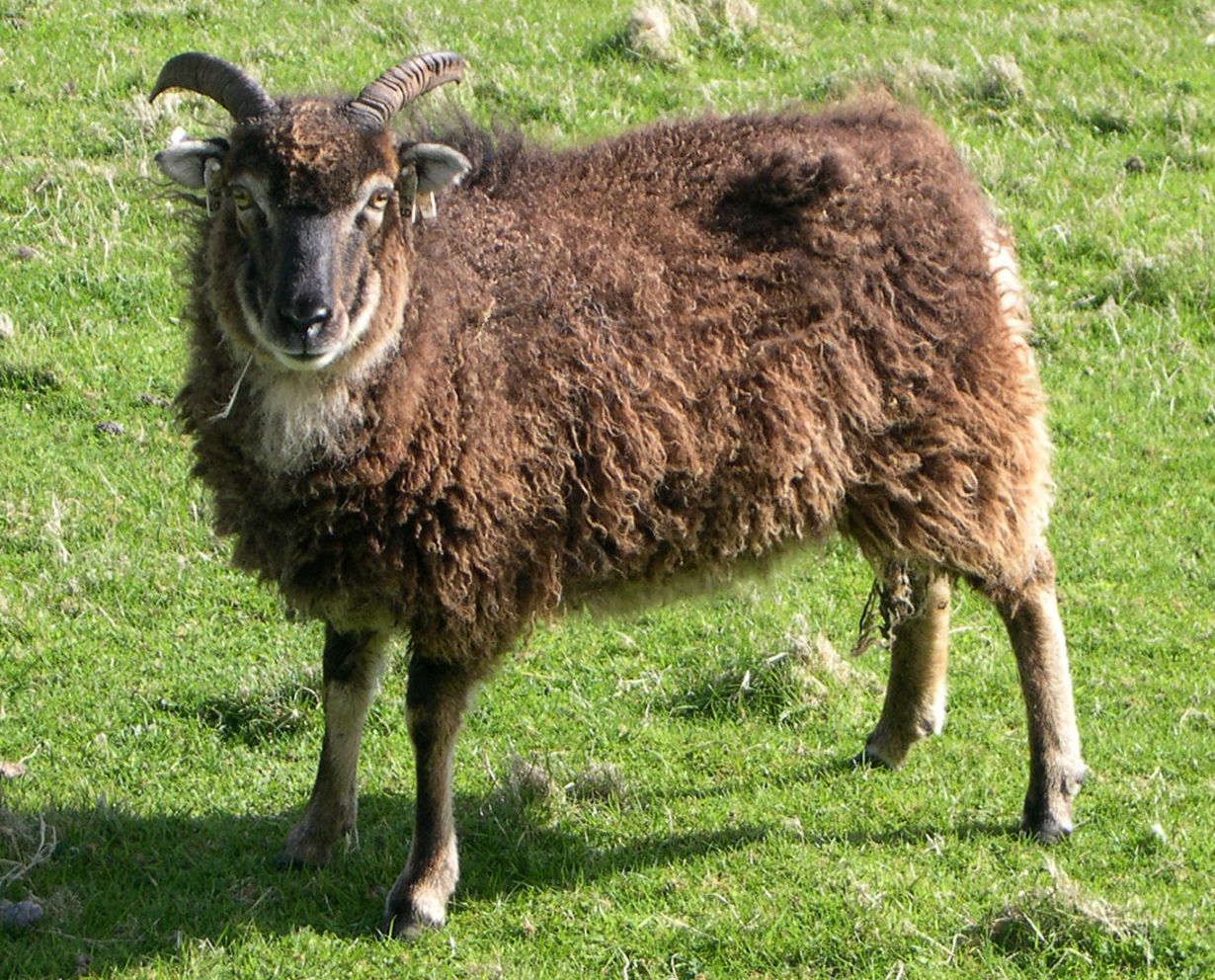
Soay-får

Soayfår är en primitiv ras av tamfår som härstammar från en population av vilt levande får på den 100 hektar stora ön Soay i ögruppen St Kilda, som ligger cirka 65 kilometer väster om yttre Hebriderna utanför Skottlands västkust. Arten tillhör de nordiska kortsvansfåren.
Denna art tros vara ättlingar av tidiga domesticerade får, som hålls i norra Europa, och arten liknar fysiskt fortfarande sina vilda förfäder till tamfår, mufflonfåren från Medelhavet och de behornade urialfåren i centralasien. De är mycket mindre än moderna domesticerade får men härdigare och är utomordentligt smidiga, de tenderar att ta sin tillflykt bland klipporna när de blir skrämda. Soayfåren kan vara helt svarta eller bruna, men är oftare ljusa eller mörkbruna med vit buk och bakdel (så kallat lachdann på skotsk gaeliska, besläktade med Manx Loaghtan), ett fåtal har vita markeringar i ansiktet.
I början av nittonhundratalet flyttades några Soayfår för att bilda exotiska flockar, som "Park Soay" vid Woburn Abbey, som inrättades av hertigen av Bedford 1910 och arten valdes för sina "primitiva kännetecken". 
En flock Soayfår flyttades från Soay till en annan ö i arkipelagen St Kilda, vid namn Hirta, av John Crichton-Stuart (markisen av Bute) på 1930-talet, efter att den mänskliga befolkningen hade evakuerats. Namnet på ön Soay är fornnordiska och betyder "fårön". Flocken sattes ut att leva vilt på ön Holy Isle.
Soayfåren ska inte förväxlas med de två andra kortsvansade raser som lever på St Kilda: Borerayfår (från Boreray, en annan av öarna och som tidigare också fanns på Hirta) och "St Kilda", ett tidigare namn för Hebridfår (vilka förmodligen inte är från St Kilda alls).

## Vetenskaplig studie

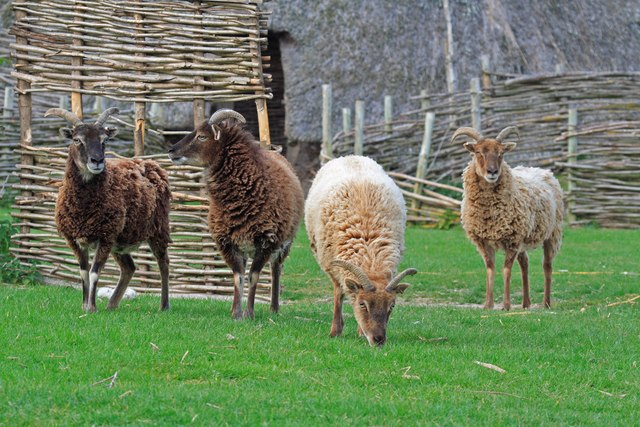
Soay-får i olika färger

Soeyfåren på Hirta är opåverkade och har varit föremål för vetenskapliga studier sedan 1950-talet. Populationen utgör ett idealiskt studieobjekt för forskare inom evolution, populationsdynamik och demografi eftersom flocken är helt opåverkad utifrån (inga individer tillförs eller tas bort) och det finns inga betydande konkurrenter eller predatorer.
Fåren uppvisar ett fenomen som kallas överkompenserande "density-dependent inhibition", där populationen aldrig når jämvikt. Tillväxten är så stor att den överstiger ön ekologiska bärförmåga, som så småningom leder till en dramatisk nedgång i populationen och sedan upprepas cykeln om igen. Ett exempel var under 1989, då populationen minskade med två tredjedelar inom 12 veckor.
Flockens sammansättning avseende ålder och kön är viktiga parametrar för att kunna avgöra när en sådan minskning i populationen kommer att inträffa, till exempel när flera vuxna baggar är i dåligt skick efter höstens brunstperiod, medan tackorna haft bra bete hela sommaren och möter vintern i god kondition. Överlevnaden av baggar och (och lamm) påverkas i första hand av vädret under vintern (beroende på styrkan av den nordatlantiska oscillationen), medan överlevnaden för tackor och ungdjur påverkas starkast av regn i slutet av vintern, när de normalt är dräktiga (ullen mättas av regn, som ger ökad energiförlust).
En annan faktor i dödligheten är parasitangrepp som tarmlevande maskar, vilket slår särskilt hårt på undernärda djur.
Soayfårens stora likheter med brittiska forntida raser har lett till de används i experimentell arkeologi på Butser Ancient Farm.

## Anatomi

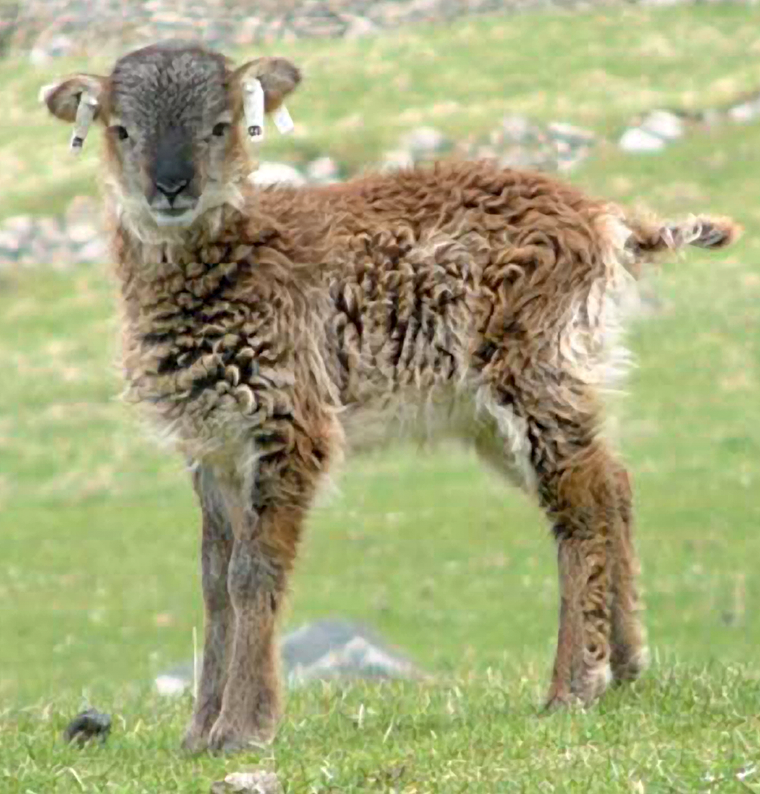
Ett Soaylamm

Ett Soayfår har korta svansar och ömsar ull naturligt, som kan handplockas (kallas rooing) på våren och försommaren. Ungefär ett kilo ull kan erhållas från varje djur per år. De är oftast bruna eller ljusbruna med en vit buk, vit gump och / eller med en vit fläck under hakan. Vita markeringar förekommer emellanåt i ansiktet och/eller på kropp och ben. Helt enfärgade individer utan markeringar förekommer sällan.
Rasen har extremt fin ull och bottenullen är, i motsats till mufflon, högt utvecklad och svår att särskilja från det yttre ullskiktet. Detta är en klar indikation på att Soay verkligen är en produkt av en domesticerad ras under förhistorisk tid. Rasen saknar också flockningsinstinkt som hos många raser. Försök att driva dem med fårhundar har resulterat i en spridning av flocken.
Soayfåren är mycket lik en annan förvildad typ av får från ön Lítla Dímun på Färöarna, som dog ut i mitten av artonhundratalet.